# Rammenau
Rammenau es un municipio en la región de Bautzen en Sajonia (Alemania). Se encuentra cerca de la autovía A4 y se conoce por su palacio campestre en estilo barroco.

## Datos geográficos
- Localización: 51° 09' N; 14° 08' E
- Altura sobre nivel del mar: 296 m
- Superficie: 10,76 km²
- Población: 1.535 habitantes (31.12.2002)
- Código postal: 01877
- Prefijo telefónico: 03594

## General
El pueblo de Rammenau se menciona por primera vez en 1213. Hoy tiene cuatro barrios: Oberammenau, Niederdorf, Röderbrunn y Schaudorf. El palacio barroco de Rammenau es su principal atracción turística.

## Personalidades
En 1762 nace en Rammenau Johann Gottlieb Fichte, uno de los filósofos más conocidos de su época.